# Thousand Palms
Thousand Palms ist ein Census-designated place im Riverside County im US-Bundesstaat Kalifornien. Das U.S. Census Bureau hat bei der Volkszählung 2020 eine Einwohnerzahl von 7.967 ermittelt. Thousand Palms hat eine Fläche von 61,217 km². Die Bevölkerungsdichte liegt bei 130 Einwohner/km². Thousand Palms liegt im Süden von Kalifornien nahe dem Saltonsee und dem Joshua-Tree-Nationalpark. In der Nähe liegen die Städte Palm Springs, Cathedral City, Palm Desert, Indio, Coachella und La Quinta.

## Geografie
Thousand Palms liegt im zentralen Riverside County in Kalifornien in den USA. Die Ortschaft grenzt im Süden an Rancho Mirage und Palm Desert und ist sonst von gemeindefreiem Gebiet umgeben. Die südliche Stadtgrenze wird von der Interstate 10 gebildet.
Der Ort hat 7715 Einwohner (Stand: 2010) und erstreckt sich auf eine Fläche von 61,217 km², die sich komplett aus Landfläche zusammensetzt; die Bevölkerungsdichte beträgt somit 126 Einwohner pro Quadratkilometer und ist niedrig. Das Ortszentrum liegt auf einer Höhe von 75 m.

## Politik
Thousand Palms ist Teil des 28. Distrikts im Senat von Kalifornien, der momentan vom Demokraten Ted Lieu vertreten wird, und des 56. Distrikts der California State Assembly, vertreten vom Demokraten V. Manuel Perez. Des Weiteren gehört Thousand Palms Kaliforniens 36. Kongresswahlbezirk an, der einen Cook Partisan Voting Index von R+1 hat und vom Demokraten Raul Ruiz vertreten wird.